# 徐泰哲
皮特·提瑞亚斯（英語：Peter Tieryas，中文名徐泰哲，1979年12月20日—），美国华裔（一说韩裔）作家，著有《光秃新世界》（2014年）、《机甲武士帝国》系列，该系列包括《日本合众国》（2014年）、 《机甲武士帝国》（2018年），《赛博幕府将军革命》（2020年）。他就读于加州大学伯克利分校。提瑞亚斯此前曾在 Sony Pictures Imageworks 和皮克斯动画工作室等工作室工作。 他还曾在卢卡斯艺术担任技术美术师和技术作家。 他目前是 Nicalis 的叙事总监。他的许多故事都涉及美国梦、反乌托邦未来中的冲突身份以及文化冲突中的奇怪浪漫。